# Bello, Colombia
Bello är en kommun och stad i Colombia.   Den ligger i departementet Antioquia, i den nordvästra delen av landet. Den ingår i Medellíns storstadsområde och hade 396 627 invånare 2008 med 385 504 i centralorten. Bello grundades 1679 och blev stad 1913.